# Dimokratias
Dimokratias (Grieks: Δημοκρατίας) (Plein van de Republiek) is een metrostation in de Griekse stad Thessaloniki dat op 30 november 2024 werd geopend.

## Geschiedenis
In 1918 werd, naar aanleiding van de grote stadsbrand in 1917, een wederopbouwplan gepresenteerd dat onder andere voorzag in de nieuwbouw van twee kopstations voor de spoorwegen die onderling verbonden zouden worden met een metro die de oude stad in een tunnel onder de Egnatialaan zou doorkruisen. Het westelijke kopstation zou komen op de locatie van metrostation Dimokratias, het oostelijke zou komen in Nieuw Zwitserland, destijds een vrijwel onbebouwd gebied ten zuidoosten van de oude stad, waar nieuwe woonwijken moesten verrijzen. De stad werd herbouwd en de nieuwe woonwijken kwamen er ook, maar noch de metro noch de kopstations werden toen gebouwd. Het westelijke kopstation werd tussen 1937 en 1961 iets westelijker alsnog gebouwd. In 1968 kwam er een nieuw voorstel voor een metro, dit keer een ringlijn die deels onder de Golf van Thessaloniki zou lopen, maar ook dit kwam niet verder dan de tekentafel.  In de jaren 80 van de 20e eeuw kwam de gemeente Thessaloniki met een eigen metroplan, de bouw begon in 1986 en werd in 1989 stilgelegd om financiële redenen. In dit project was de tunnel onder de oude stad, zoals in het plan van 1918, opgenomen. Het station bij het Plein van de Republiek had in dit plan de naam Vardari, het Ottomaanse fort bij het punt waar de westelijke stadsmuur bij de kust komt.         
In april 2006 werd gekozen voor een automatische metro naar het voorbeeld van de metro van Kopenhagen. In juni 2006 begon de aanleg met een geplande bouwtijd van 6 jaar.  

## Archeologie
De bouw van dit station werd vertraagd door vondsten van grote archeologische waarde, zowel hier als elders langs het traject, en waren aanleiding om de tunnels niet op 9 meter maar tussen de 14 en 31 meter diep te boren. De westelijke begraafplaats, die gebruikt werd in de Hellenistische, Romeinse en vroeg Byzantijnse periode, lag aan de landweg bij de westelijke stadspoort, de Goudenpoort, van Thessaloniki. Bij de graafwerkzaamheden werden een grote diversiteit aan graven, altaars en sarcofagen gevonden, de graven bevatten ook grote hoeveelheden grafgiften zoals juwelen, figuurtjes, luxe serviesgoed en glaswerk.  Aan weerszijden van de weg stonden sinds de oudheid veel staatspakhuizen voor wijn en (olijf)olie en een olijvenperserij. Rond 450 werd een kleine kerk gebouwd en de industriële gebouwen bleven tot ongeveer 900 in gebruik toen ze na een brand werden verlaten. Daarna werden keerwanden gebouwd om het water van de beek te beteugelen en werd het terrein nog sporadisch voor begrafenissen gebruikt. In de moderne tijd werden pakhuizen en herbergen aan de landweg gebouwd. De vondsten bij dit station zijn voor het grootste deel elders ondergebracht.  

## Ligging en inrichting
In tegenstelling tot eerdere plannen werd het metrostation, in verband met verwachtte archeologische bodemschatten, buiten de stadsmuur ten westen van het naamgevende plein gebouwd en kreeg het een Griekse naam in plaats van de verwijzing naar het Ottomaanse verleden. Het station is net als het Deense voorbeeld een stationskuip met op de bodem een eilandperron en bovenin een stationshal. De twee toegangen liggen aan de stadszijde van het perron, een op aan de 26 oktoberstraat en een aan de Lagkada waar ook de lift tussen straat en stationshal te vinden is. Deze ingangen liggen schuin op de stationskuip en zijn elk met OV-poortjes gescheiden van de stationshal. In een vitrine bij de noordwand van de stationshal zijn de amphora's voor de wijnhandel tentoongesteld die gevonden werden buiten de stadsmuur bij de Goudenpoort op een stapelplaats uit de periode na 450. Bij de zuidwand staat een sarcofaag van de westerbegraafplaats uit de periode 200 – 250 op een plateau. Naast deze voorwerpen zijn er foto's van de vondsten opgehangen op de wanden. De perrons zijn in verband met de inzet van automatische metro's voorzien van perrondeuren. De metrotunnels lopen aan de stadszijde via een helling naar het dieper gelegen Venizelou. Aan de westzijde van het perron ligt een kruiswissel waar de metro's van spoor kunnen wisselen. Tussen het perron en de kruiswissel liggen nog wissels voor een toekomstige verlenging van de lijn naar de noordelijke stadswijken. 